# Господари пакла
Господари пакла (енгл. Hellraiser) је британски хорор филм из 1987. године режисера Клајва Баркера, са Ешли Лоуренс, Шоном Чепменом, Клер Хигинс, Ендруом Робинсоном и Дагом Бредлијем у главним улогама.
Филм је наишао на релативно позитивне реакције и публике и критичара, публика са сајта Ротен Томејтоуз га је оценила са 73%, док је од стране критичара добио нешто нижи проценат од 71%. Роџер Иберт је доделио филму пола звездице , док је енглески новинар Ким Њумен пишући за Monthly Film Bulletin закључио да је код филма најуочљивији аспект његова превелика израженост у хорор жанру, у доба када су хорор филмови (нарочито Страва у Улици брестова и Зла смрт) углавном били комични.
Часопис Тајм аут га је поставио на 75. место своје листе 100 најбољих хорор филмова свих времена. Укупна зарада од филма се процењује на више од 14 милиона $ што га у поређењу са ниским продукцијским буџетом који је износио 1 милион $ чини финансијски успешним пројектом. Изродио је читав филмски серијал који за сада укупно чине 10 филмова, а први наставак је снимљен већ наредне године под насловом Господари пакла 2: Пут у пакао

## Радња
Френк Котон набавља мистериозну, загонетну кутију у Мароку. Легенда каже да кутија нуди врхунску телесну екстазу. Френк је отвара и бива растргнут кукама и ланцима. После извесног времена, Френков брат Лари и његова жена Џулија, бивша Френкова љубавница, усељавају се у Френкову стару кућу. Застрашујућа верзија Френка у облику живог мртваца, појављује се и приморава Џулију да заводи и убија мушкарце да би се он хранио њиховом крвљу и повратио своје тело. Ларијева ћерка Кирсти открива чудовишног Френка на тавану куће и успева да побегне са кутијом. Кирсти отвара кутију и тиме призива демоне који се зову "Сенобити". Из очаја, она склапа договор са Сенобитима да они поново затворе одбеглог Френка у замену за њен живот.
У међувремену, Френк и Џулија заједно убијају Ларија. Када се Кирсти врати кући, она открива да је Френк одрао кожу са Леријевог леша и искористио је да се преруши у њеног оца. Френк покушава да убије Кирсти, али грешком убија Џулију. Пре него што Френк успе да убије Кирсти, појављују се Сенобити који га поново растргну. Кирсти затвара кутију и тиме протерује Сенобите.
Касније, Кирсти се решава загонетне кутије. На крају, кутија завршава поново код продавца који ју је првобитно продао Френку.

## Улоге
| Глумац         | Улога                  |
| -------------- | ---------------------- |
| Ешли Лоуренс   | Кирсти Котон           |
| Шон Чепман     | Френк Котон            |
| Клер Хигинс    | Јулија                 |
| Ендру Робинсон | Лари Котон             |
| Даг Бредли     | Пинхед, главни Сенобит |
| Грејс Кирби    | женски Сенобит         |
| Николас Винс   | Чатерер Сенобит        |
| Оливер Смит    | Френк као чудовиште    |
| Роберт Хајнс   | Стив                   |
| Кенет Нелсон   | Бил                    |